# Teodora Angelina (córka Izaaka Komnena)
Teodora Angelina – jedyna córka Anny Angeliny i jej pierwszego męża - Izaaka Komnena Sebastokratora. Jej matka była córką cesarza bizantyjskiego - Aleksego III i Eufrozyny Dukainy Kamateriny.
Teodora został po raz pierwszy wyszła za mąż w 1197 roku. Jej mężem został bułgarski bojar Iwanko. Kilka lat później została żoną Dobromir Chrysos.